# Шолохово (сельское поселение)
Се́льское поселе́ние Шо́лохово — упразднённое в 2013 году муниципальное образование Ржевского района Тверской области.
Сельское поселение Шолохово было образовано в соответствии с законом Тверской области от 28 февраля 2005 г. № 43-ЗО. Включило в себя территории Шолоховского, Михалевского и Трубинского сельских округов.
Административный центр — деревня Шолохово.
Законом Тверской области от 28 марта 2013 года № 22-ЗО сельское поселение Итомля и сельское поселение Шолохово были преобразованы путём объединения во вновь образованное муниципальное образование сельское поселение Итомля Ржевского района Тверской области. Центр поселения — деревня Итомля.

## Географические данные
- Общая площадь: 365,2 км²
- Нахождение: северо-западная часть Ржевского района

Поселение пересекает река Волга. Вдоль неё проходит автодорога «Ржев—Селижарово—Осташков».

## Экономика
Совхозы «Свердловский», «Поволжье», «Рассвет».

## Население
По переписи 2002 года — 1041 человек (353 Михалевский, 247 Трубинский и 441 Шолоховский сельские округа). На 01.01.2008 — 895 человек.

## Населенные пункты
На территории поселения находились следующие населённые пункты:
| №  | Тип нп | Название          | Население (2008 год) |
| -- | ------ | ----------------- | -------------------- |
| 1  | дер.   | Шолохово          | 129                  |
| 2  | дер.   | Аксены            | 0                    |
| 3  | дер.   | Антоново          | 4                    |
| 4  | дер.   | Балаши            | 1                    |
| 5  | дер.   | Бураково          | 0                    |
| 6  | дер.   | Зайцево           | 2                    |
| 7  | дер.   | Каменица          | 0                    |
| 8  | дер.   | Климово           | 24                   |
| 9  | дер.   | Конново           | 23                   |
| 10 | дер.   | Марайка           | 0                    |
| 11 | дер.   | Новосадовая       | 63                   |
| 12 | дер.   | Овсянники         | 5                    |
| 13 | дер.   | Озеренка          | 3                    |
| 14 | дер.   | Переварово        | 37                   |
| 15 | дер.   | Покровское        | 4                    |
| 16 | дер.   | Рогово            | 0                    |
| 17 | дер.   | Сморщево          | 8                    |
| 18 | дер.   | Стешово           | 3                    |
| 19 | дер.   | Суходол           | 54                   |
| 20 | дер.   | Холнино           | 11                   |
| 21 | дер.   | Цузово            | 3                    |
| 22 | дер.   | Юсино             | 2                    |
| 23 | дер.   | Трубино           | 185                  |
| 24 | дер.   | Акатькино         | 0                    |
| 25 | дер.   | Горки             | 2                    |
| 26 | дер.   | Дорки             | 2                    |
| 27 | дер.   | Ераево            | 0                    |
| 28 | дер.   | Мясцово           | 9                    |
| 29 | дер.   | Ново-Алексеевское | 10                   |
| 30 | дер.   | Никоново          | 1                    |
| 31 | дер.   | Орехово           | 8                    |
| 32 | дер.   | Родинка           | 0                    |
| 33 | дер.   | Тараканово        | 0                    |
| 34 | дер.   | Телячье           | 0                    |
| 35 | дер.   | Хватково          | 0                    |
| 36 | дер.   | Михалево          | 159                  |
| 37 | дер.   | Бочарово          | 2                    |
| 38 | дер.   | Болотники         | 2                    |
| 39 | дер.   | Бойково           | 10                   |
| 40 | дер.   | Дулово            | 0                    |
| 41 | дер.   | Жаднево           | 19                   |
| 42 | дер.   | Зуево             | 2                    |
| 43 | дер.   | Ивановское        | 5                    |
| 44 | дер.   | Колокольцово      | 9                    |
| 45 | дер.   | Лебзино           | 2                    |
| 46 | дер.   | Лыкшино           | 14                   |
| 47 | дер.   | Лыткино           | 12                   |
| 48 | дер.   | Мигуново          | 28                   |
| 49 | дер.   | Овчинники         | 6                    |
| 50 | дер.   | Смолево           | 32                   |
| 51 | дер.   | Сухая Орча        | 0                    |
| 52 | дер.   | Щербинино         | 0                    |

В 2000 году была исключена из учётных данных деревня Трубанькино, в 2001 году — деревни Березуй, Голенищево, Ерино, Жерновка и Пеняево.

## История
До окончательного присоединения к Великому княжеству Московскому в XV веке территория поселения относилась к Смоленской земле, к удельным Торопецкому и Ржевскому княжествам, к Литовским владениям. В 16-17 веках здесь располагались волости Пустой и Большой Осечен Ржевского уезда Московского государства.
С образованием в 1796 году Тверской губернии территория поселения вошла в Ржевский уезд. После ликвидации губерний в 1929 году территория поселения входила в Западную область. С 1935 года составе Калининской области территория поселения входила в 3 района: северная часть в Луковниковский район (до 1960 года), восточная часть — в Ржевский район, южная (заволжская) часть — в Молодотудский район (до 1958 года). С 1960 года территория поселения входит в Ржевский район Калининской области (с 1990 года — Тверской области).
В середине XIX—начале XX века большинство деревень поселения относились к Холнинской, Никоновской и Жуковской волостям Ржевского уезда.
В 1940-50-е годы на территории поселения существовали Дмитровский, Овчинниковский, Михалевский сельсоветы Молодотудского района, Сытьковский сельсовет Ржевского района и Свердловский сельсовет Луковниковского района.

## Известные люди
В деревне Переварово родился Герой Советского Союза Иван Петрович Журавлёв.
В деревне Сухая Орча родился Герой Советского Союза Фотий Яковлевич Морозов.
В ныне не существующем селе Новый Торг родился Герой Советского Союза Сергей Александрович Малыгин.

## Воинские захоронения
Список воинских захоронений на территории сельского поселения Шолохово.
| № захоронения в ВМЦ | Место захоронения | Захоронено всего | Захоронено известных | Захоронено неизвестных |
| ------------------- | ----------------- | ---------------- | -------------------- | ---------------------- |
| 69-491              | Голенищево, бнп.  | 44               | 44                   | 0                      |
| 69-493              | Жаднево, дер.     | 210              | 92                   | 118                    |
| 69-504              | Мигуново, дер.    | 162              | 38                   | 124                    |
| 69-510              | Овчинники, дер.   | 941              | 33                   | 908                    |
| 69-521              | Сухая Орча, дер.  | 202              | 75                   | 127                    |
| 69-523              | Трубино, дер.     | 1051             | 1051                 | 0                      |